# André Lacrampe
Pour les articles homonymes, voir Lacrampe.
André Lacrampe, né le 17 décembre 1941 à Agos-Vidalos (à 8 km de Lourdes) dans les Hautes-Pyrénées, mort le 15 mai 2015, est un évêque catholique français, archevêque de Besançon de 2003 à 2013.

## Biographie

### Formation
Il entre au grand séminaire de Dax dans les Landes, puis poursuit sa formation au séminaire du Prado à Limonest près de Lyon et à la faculté de théologie et sciences religieuses de l'université catholique de Lyon d'où il sort avec une licence de théologie.
Le 31 décembre 1967, à l'âge de 26 ans, il est ordonné prêtre du diocèse de Tarbes et Lourdes dans les Hautes-Pyrénées.

### Principaux ministères
Après avoir été aumônier de collèges et lycées et aumônier fédéral de la Jeunesse ouvrière chrétienne (JOC) dans son diocèse, il est devenu aumônier national de la Jeunesse ouvrière chrétienne-Jeunesse ouvrière chrétienne féminine (JOC-JOCF) de 1975 à 1979.
Il est ensuite nommé vicaire épiscopal et curé de la cathédrale de Tarbes, où il a l'occasion de recevoir le pape Jean-Paul II.
Nommé évêque auxiliaire de Reims le 25 juillet 1983, en résidence à Charleville-Mézières, il est consacré évêque le 16 octobre 1983 en la basilique Saint-Pie-X de Lourdes.
Le 18 novembre 1988, il est nommé évêque prélat de la Mission de France. 
Le 5 janvier 1995, il est nommé évêque d’Ajaccio pour la Corse. 
Le 13 août 2003, il est nommé archevêque de Besançon par le pape Jean-Paul II, fonction qu'il occupe jusqu'à sa démission pour raisons de santé le 25 avril 2013.
Le 27 octobre 2013 il se retire dans son diocèse d'origine et, à sa demande, va résider à la cité Saint-Pierre du Secours Catholique - Caritas France à Lourdes, jusqu'à son décès en 2015.

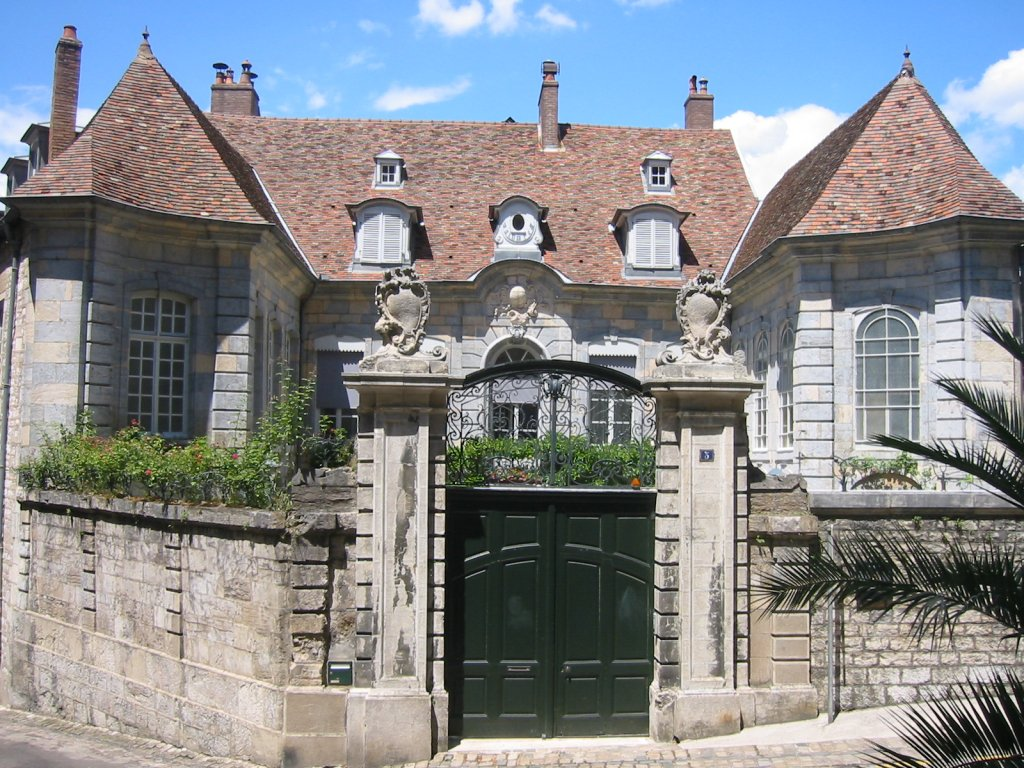
Archevêché de Besançon.

Au sein de la Conférence des évêques de France, il a présidé le Comité socio-caritatif et a été membre de la Commission sociale. Il a également présidé le Conseil national de la solidarité jusqu'en 2006.

## Prises de position

### Sur les élections municipales de 2008
Le 9 janvier 2008, il cosigne avec les deux autres évêques de Franche-Comté un communiqué :
- invitant les électeurs à voter lors de ce « moment important de la vie démocratique » ;
- rappelant les enjeux de la vie politique qui « concernent en effet l'avenir, afin que personne ne soit laissé pour compte, que nous vivions dans des communautés où règnent la paix, la justice et la fraternité, que nous soyons engagés dans le développement durable, la sauvegarde de la Création, la solidarité » ;
- et encourageant ceux et celles qui « acceptent des charges municipales, souvent de plus en plus lourdes »[3].

## Devise épiscopale
« Servir en Ta Présence ».

## Distinctions
- Officier de la Légion d'honneur (décret du 13 juillet 2009)

Avant sa promotion d'officier, il avait été nommé chevalier le 24 février 1997,.
- Chevalier de l'ordre des Palmes académiques (2013)